# آرون کرافت
آرون کرافت (انگلیسی: Aaron Craft؛ زادهٔ ۱۲ فوریهٔ ۱۹۹۱) بازیکن بسکتبال اهل ایالات متحده آمریکا است.